# María Antonieta con una rosa
María Antonieta con una rosa, también conocida como María Antonieta con la rosa (en francés: Marie-Antoinette dit «à la Rose») es una pintura al óleo de la artista francesa Marie-Louise-Élisabeth Vigée-Lebrun y el retrato más conocido de la reina francesa. Fue pintado en 1783, y está en la colección del Palacio de Versalles.

## Descripción
Marie-Louise-Élisabeth Vigée-Lebrun, la pintora de cámara de la reina María Antonieta de Francia, se matriculó en la Academia Real de pintura y escultura el 31 de mayo de 1783. Ese año, María Antonieta le encargó que presentara un retrato de sí misma para el próximo Salón. La artista retrató a la reina de tres cuartos vistiendo un sencillo vestido camisa y sombrero de paja. Este modelo era una creación de la modista parisina Rose Bertin, la favorita de la reina, para el tiempo en que la soberana vivía en el Petit Trianon, fuera del palacio. Los visitantes del Salón se sorprendieron porque les pareció impropio retratar a una reina de Francia con este tipo de vestimenta informal. También estaba hecho de algodón importado en lugar de apoyar a la industria de la seda francesa en apuros. Después de eso, el retrato fue retirado del Salón.

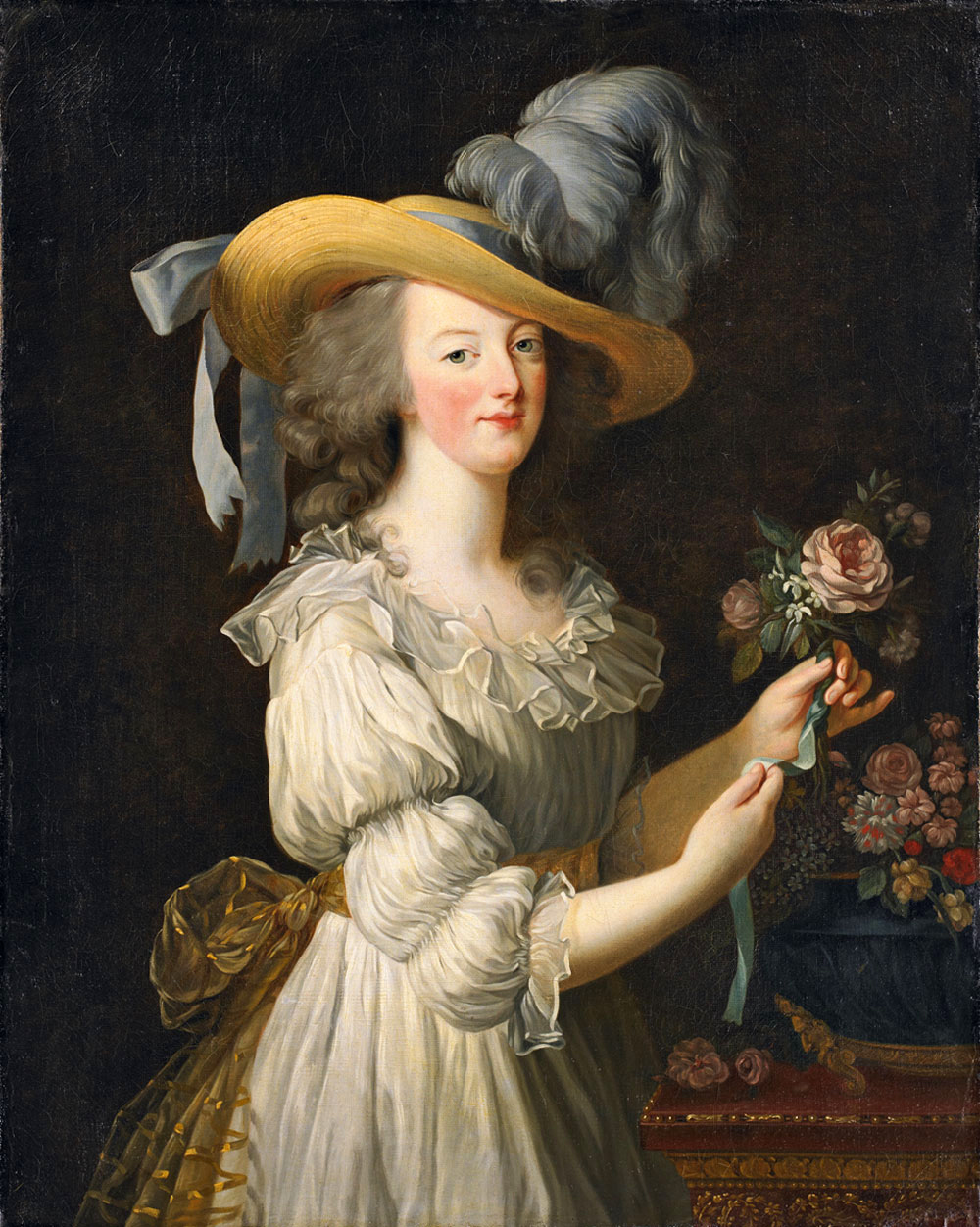
María Antonieta con vestido camisa, retrato de la reina con un vestido sencillo de "muselina" (por Marie-Louise-Élisabeth Vigée-Lebrun, 1783).

Vigée Le Brun inmediatamente pintó un nuevo retrato para ser exhibido antes de que terminara el evento. La pose y expresión no cambió en el nuevo retrato. Pero ahora la reina está en el jardín y luciendo pouf, un tocado con plumas de avestruz y vestido de corte en seda gris azulada con ribetes de fino encaje, un gran lazo a rayas en el escote y ricas joyas de perlas: collar y pulseras, un atuendo formal considerado más adecuado para una reina de Francia. La artista retrató intencionadamente a la reina con un vestido de seda para mostrar el apoyo de la reina a los tejedores de seda de Lyon.
El primer retrato, en vestido camisero, parece haberse perdido, pero la artista realizó cinco versiones posteriores.